# (7321) 1979 MZ2
(7321) 1979 MZ2 là một tiểu hành tinh vành đai chính. Nó được phát hiện bởi Eleanor F. Helin và Schelte J. Bus ở Đài thiên văn Siding Spring gần Coonabarabran, New South Wales, Úc, ngày 25 tháng 6 năm 1979.